# Bobenwald
Der Bobenwald ist ein Naturschutzgebiet in der niedersächsischen Gemeinde Ebstorf in der Samtgemeinde Bevensen-Ebstorf im Landkreis Uelzen.

## Allgemeines
Das Naturschutzgebiet mit dem Kennzeichen NSG LÜ 328 ist rund 210 Hektar groß. Es ist deckungsgleich mit dem 2007 ausgewiesenen, gleichnamigen FFH-Gebiet. Im Norden und Osten grenzt es an das Landschaftsschutzgebiet „Bodenwald-Sieken“. Im Geltungsbereich der Naturschutzverordnung ist das Landschaftsschutzgebiet im Naturschutzgebiet aufgegangen. Das Gebiet steht seit dem 1. August 2018 unter Naturschutz. Zuständige untere Naturschutzbehörde ist der Landkreis Uelzen.

## Beschreibung
Das Naturschutzgebiet liegt nordwestlich von Uelzen. Es stellt einen Teil des namensgebenden Bobenwaldes und den westlich daran anschließenden Hasenwinkel als artenreiche und naturnahe Laubmischwälder auf einem alten Waldstandort unter Schutz. Die Wälder im Naturschutzgebiet werden von Hainsimsen-Buchenwäldern dominiert. Das Gebiet ist einer der größten zusammenhängenden Hainsimsen-Buchenwälder der Lüneburger Heide. Vorherrschend sind Flattergras-Buchenwälder. Daneben kommen auch Drahtschmielen-Buchenwälder und Eichen-Mischbestände vor. Die Wälder verfügen teilweise über einen hohen Alt- und Totholzanteil sowie über gut strukturierte Waldränder. Dominierende Baumart ist die Rotbuche. Dazu gesellen sich Stiel- und Traubeneiche, Hainbuche und Eberesche sowie teilweise Hängebirke, Zitterpappel und Salweide. Teilflächen im Norden und Osten des Schutzgebietes, insgesamt 46 Hektar, werden ihrer natürlichen Entwicklung überlassen. Ansonsten werden die Wälder unter Berücksichtigung des Programms zu langfristigen ökologischen Waldentwicklung (LÖWE) von den Niedersächsischen Landesforsten bewirtschaftet. Dabei werden auch Nadelwaldbestände in Laubwaldbestände umgewandelt. Innerhalb des Waldes liegen zwei naturnahe Kleingewässer mit randlichen Verlandungszonen. Teilflächen im Naturschutzgebiet wurden früher als Wölbäcker bewirtschaftet.
Das Naturschutzgebiet ist wichtiger Lebensraum für verschiedene Vogelarten, Fledermäuse wie das Große Mausohr und Totholzbewohner.
Das Naturschutzgebiet grenzt nach Norden und Osten an weitere bewaldete Flächen. Ansonsten grenzt es an landwirtschaftliche Nutzflächen. Das Gebiet queren mehrere Wirtschaftswege sowie im Südwesten die Bahnstrecke Uelzen–Langwedel. Die Trasse ist mit einem Randstreifen aus dem Geltungsgebiet der Naturschutzverordnung herausgenommen, um Platz für einen Ausbau und die Elektrifizierung der Bahnstrecke zu lassen.